# Clásico paceño
El clásico paceño, también llamado  clásico boliviano, es el partido de fútbol en el que se enfrentan  los equipos más populares y con más títulos de la Primera División  del fútbol boliviano: Bolívar y The Strongest, ambos provenientes de la sede de gobierno y capital administrativa de Bolivia, La Paz; de ahí proviene el denominativo de "Paceño".
El primer clásico paceño oficial de la historia se ha jugado el 17 de octubre de 1927 en la cancha del Hipódromo de Miraflores, con un empate final de 0 a 0. A partir de este encuentro, la rivalidad se ha disputado en todas las competiciones del fútbol boliviano, desde el amateurismo, el profesionalismo, la era contemporánea de la actual Primera División de Bolivia, e incluso en los torneos internacionales más importantes del continente sudamericano, como la Copa Sudamericana y la Copa Libertadores. 
El año 2014, el clásico paceño fue catalogado como "una de las 25 rivalidades más explosivas del mundo" por la revista especializada Football Derbies.

## Historia

### Antecedentes
Las grandes rivalidades del fútbol boliviano nacen de los enfrentamientos producidos en el seno de las Asociaciones de Fútbol, únicos entes organizativos del fútbol boliviano, y con gran importancia hasta la creación de la Liga en 1977.
De esa situación deriva que las principales rivalidades de los principales equipos bolivianos, sean frecuentemente entre equipos de la misma ciudad. Así en La Paz, se concreta el enfrentamiento entre los clubes The Strongest y Bolívar, cuya rivalidad, más historia ha obtenido, pues además de ser los equipos más representativos de La Paz, son los más antiguos de la Primera División de Bolivia; sus enfrentamientos se remontan al año 1927, y entre ambos suman 31 títulos de Liga en 48 torneos distintos, repartiéndose los demás lauros entre otros 17 equipos (9 de ellos desaparecidos del primer plano del fútbol profesional). 
A su vez, el gran éxito de los equipos paceños y la gran importancia de su Asociación, especialmente en los primeros 60 años del fútbol en Bolivia, hicieron que estos también gocen de gran popularidad en otras ciudades del país, cuyos enfrentamientos concitaron gran atención en algunos departamentos del occidente y sur de Bolivia, llamando la atención al mismo tiempo, de los distintos medios de comunicación del extranjero

### Origen
El origen del clásico paceño se remonta a la época primigenia de la práctica del deporte en la ciudad de La Paz en la que se practicó en forma no organizada el fútbol. Al no haber aún un ente regulador de la práctica del deporte, los diferentes clubes desafiaban a un determinado rival a una serie de partidos.
Así surge la primera rivalidad del fútbol paceño, fue la que protagonizaron el primer club de la ciudad, La Paz FBC, fundado en 1899 y que enfrentaba al Bolivian Rangers, fundado en 1902. Esta rivalidad fue de corta duración que terminó con la desaparición del primero, mientras que el segundo fue opacado por el Thunder FBC, en 1904.
Cuando Thunders FBC desapareció en 1908, tomó su lugar como equipo más popular el Club The Strongest que disputó el primer lugar con el Nimbles Sport, equipo fundado en 1909 y con quien jugó el primer torneo organizado de la historia de Bolivia en 1911 y que fue su primer gran rival histórico. La final del Torneo de 1911 la disputaron estos dos clubes, consagrándose vencedor The Strongest.
Posteriormente, en 1914 se funda la Asociación de Fútbol de La Paz, fue el equipo del Colegio Militar el rival más formidable de The Strongest llegando a opacar a Nimbles a los pocos años, pues para 1915 el Clásico Paceño enfrentaba al ColMil con The Strongest.

### Supremacía de The Strongest
Esta etapa está marcada por la total supremacía de The Strongest, primero rivalizo al Club Colegio Militar. Para el año 1911, la rivalidad entre ambos había alcanzado proporciones épicas, dividiendo a la ciudad en dos bandos antagonistas. Ese mismo año, la Prefectura de La Paz, decidió organizar el primer campeonato de fútbol de Bolivia, la Copa Prefectural. Ambos equipos fueron protagonistas destacados de la competición y al final The Strongest se consagró como campeón.
En el año 1914, los equipos de fútbol de la ciudad de La Paz decidieron institucionalizar la práctica del deporte, para lo cual se fundó la primera institución regidora del fútbol en Bolivia, La Paz Football Association. La LPFA organizó ese año el primer torneo propiamente dicho del fútbol boliviano y el ganador fue nuevamente The Strongest, quedando su acérrimo rival en la segunda posición. En 1915 la situación se revirtió y Colegio Militar pudo saborear su primer campeonato, quedando The Strongest en segundo puesto.
Sin embargo, a partir de 1916 se inició una era de absoluto dominio de The Strongest. El equipo consiguió seis campeonatos en forma consecutiva (dichos títulos fueron logrados en 1916, 1917, 1922, 1923, 1924 y 1925, no hubo torneos entre 1918 y 1921), mientras su rival entraría en un franco declive que finalizaría en su desaparición a comienzos de la década de los treinta.
Desde comienzos de los años 1920 un equipo comenzó a destacar en el bando de aquellos que trataban de arrebatar la supremacía a The Strongest, Universitario. Entre 1922 y 1925, Universitario obtuvo cuatro subcampeonatos de la LPFA por detrás de The Strongest que los ganó todos. La parcialidad del equipo, auspiciado por la Universidad Mayor de San Andrés, comenzó a crecer gracias a esto, reclutando a la mayoría de los hinchas del Colegio Militar.

### El surgimiento del Bolívar
En 1925 se funda el Club Bolívar, el rápido declive de Universitario y los subcampeonatos alcanzados por los celestes, en 1927 (tras Nimbles) y 1930 (tras The Strongest), animaron a los aficionados a definir el nuevo clásico paceño. Es así que el primer clásico entendido como tal (cuando ya Universitario había dejado de ser el otro grande de La Paz) se jugó el 24 de abril de 1932, cuando el Bolívar ganó por la mínima diferencia. Además de que el Bolívar se potenció desde finales de la década de los 30, rivalizando en los torneos frente al equipo más importante, The Strongest. Es así como obtiene cuatro títulos consecutivos, dos de ellos frente a The Strongest (1939, 1940, 1941 y 1942), de igual manera, una seguidilla de subcampeonatos, de los cuales, cuatro fueron ante The Strongest (1938, 1943, 1945, 1946, 1947 y 1949). 
Para la década de 1950 no existían dudas sobre los equipos que conformaban el clásico paceño y para inicios de la misma se empezó a marcar la superioridad académica sobre el conjunto atigrado

## Partidos destacados

### Para The Strongest

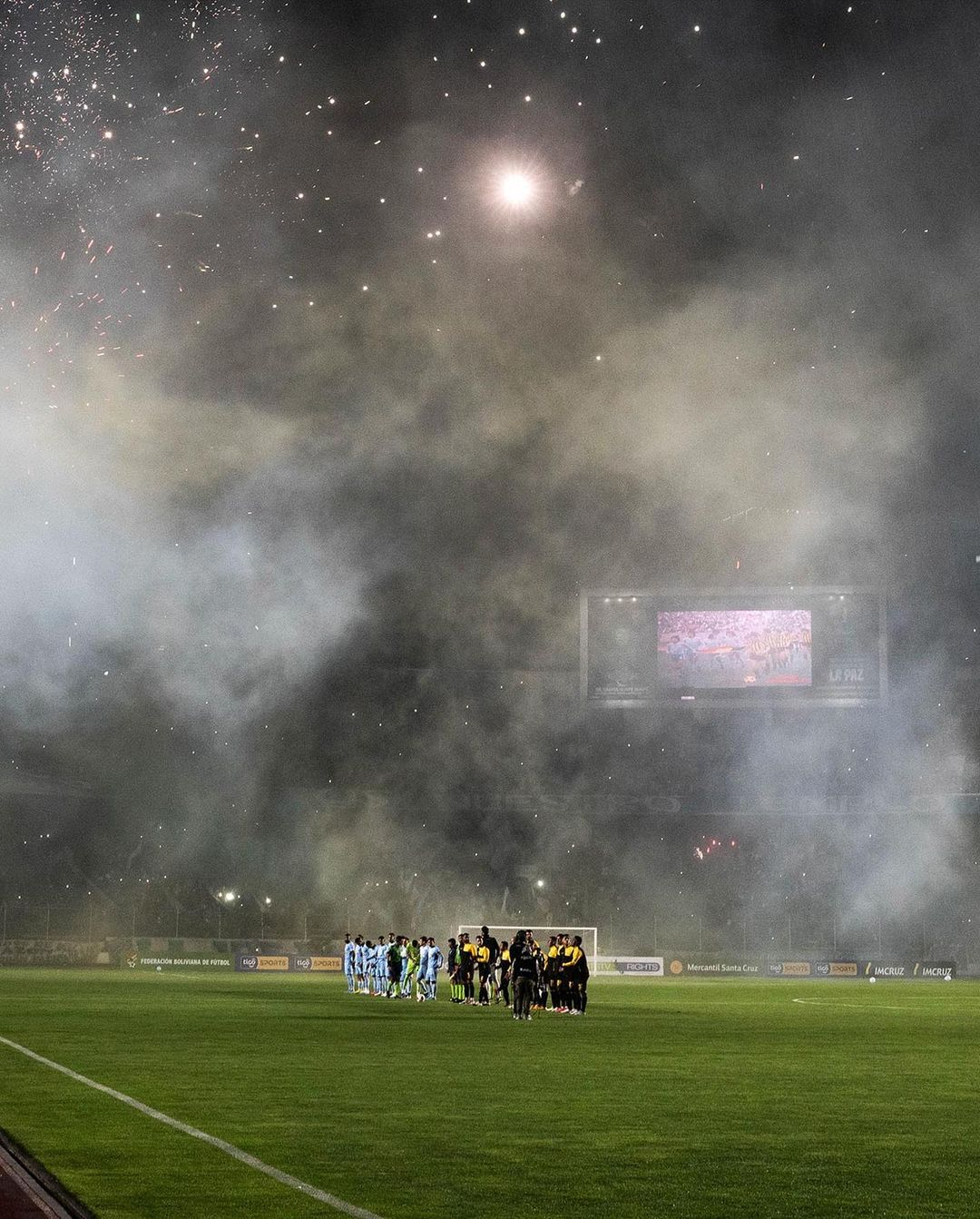
Postal del recibimiento en el clásico boliviano jugado el 17 de febrero del 2023.

- 07-12-2011 (4-0) : partido de vuelta de cuartos de final del Apertura 2011/12.

Este clásico fue considerado, para la prensa paceña, como el más importante del año 2011 por lo que representaba. El ganador iba a festejar por partida doble ya que además de clasificar a semifinales eliminaría al clásico rival, y este condimento no estuvo presente en los anteriores 5 clásicos del año. Bolívar llegaba como favorito ya que venía como campeón defensor del adecuacion 2011. Clasificó a cuartos como primero de su grupo. Además llevaba una racha de 4 victorias consecutivas contra The Strongest de las cuales 3 últimas fueron por el actual torneo : 2 victorias contunduntes (5-3 y 3-1) por fase de grupos y también ganó el partido de ida por la mínima (1-0). Por lo que le valía un empate o incluso una derrota por la mínima si marcaba. Por su parte los atigrados comenzaron el torneo sin convencer y apenas habían clasificado a cuartos. Aunque vale recalcar que su juego mejoró en el partido de ida, necesitaban una victoria para pasar. El primer tiempo acabó con ventaja mínima para el conjunto atigrado con lo que igualó la serie, con gol de Pablo Escobar, y forzaría penales. Pero los Aurinegros, sabían que con un gol de "visitante" de Bolívar podría complicar la llave. En el segundo tiempo Club The Strongest no se conformó con la mínima y endozó 3 brillantes tantos obras de Sacha Lima, Escobar nuevamente y Alejandro Chumacero. Finalmente y contra todo pronóstico el partido acabó con un abultado marcador de 4-0.
Así fue, como Club The Strongest ganó el clásico más importante del año, eliminando a su rival por goleada, clasificando a semifinales del torneo del que posteriormente saldría campeón rompiendo una racha de 7 años sin títulos. 

- 24-12-2016 (2-1): partido de desempate por el Título del Apertura 2016/17.

Este partido fue considerado, para los hinchas de ambos equipos, como el más importante del año 2016 ya que ambos equipos venían de hacer campañas titánicas y definían el título de forma directa. Al cabo de las 22 fechas The Strongest y Bolívar empataron en puntos por lo que debieron jugar un partido de desempate. La última vez que ambos equipos jugaron por un título de forma directa remontaba a 1989.

Faltando una fecha antes de la conclusión del torneo, Bolívar era el favorito a llevarse la corona ya que con 49 puntos, 3 por encima de Club The Strongest, le bastaba un empate para ser matemáticamente inalcanzable; Mientras que The Strongest debía ganar a San José y esperar que Bolívar pierda en su visita a Sport Boys para empatarle en puntos. El Tigre ganó su partido por 7-2. Por su parte Bolívar perdió su partido (3-2) al minuto 103 del partió con dos jugadores menos, perdiendo así la posibilidad de ser Campeón  lo que forzó al partido de desempate por el título.
El partido jugado al mediodía de Nochebuena comenzó con juego brusco, aunque poco a poco los atigrados comenzaron a dominar a un Bolívar que sumaba 6 bajas importantes en el plantel titular para esa fecha (Juan Carlos Arce capitán de Bolívar y Gastón Cellerino, ambos expulsados el partido anterior siendo las bajas más sensibles). Fabricio Pedrozo y Pablo Escobar marcaron los 2 goles. Finalmente Callejón descontó pero no fue suficiente y The Strongest festejó su título dando la Vuelta Olímpica frente a su máximo rival.

### Para Club Bolívar
- 12-06-2022 (0-3) : Gran Final del torneo apertura 2022.

La Gran Final del torneo apertura 2022 volvía a enfrentar a los 2 grandes del país; Bolívar que llegaba como favorito, al ser el equipo más goleador y con menos goles en contra, frente a un The Strongest que arrasó sin problemas a Royal Pari y CA Palmaflor en los cuartos y semifinales del torneo. Por su parte, Bolívar dejó atrás a Blooming y a Oriente Petrolero, 2 de los equipos grandes de Santa Cruz y de Bolivia.
El clásico era el tercero del 2022, con un The Strongest que no había logrado derrotar a su clásico rival todo el año, los aurinegros tenían una presión mayor para con su hinchada, puesto que llevaban más de 5 años sin lograr el título (ult. vez 2016). Esta vez tenían su gran oportunidad de volver a coronarse y volver a hacerlo frente a su gran rival. Pero cada clásico es distinto, esta vez se toparian con un Bolívar en buen ritmo de juego y a equipo completo. El clásico más importante del país se volvía a jugar en el estadio Hernando Siles con un Bolívar que, por medio de Francisco da Costa, abría el marcador a los 18 segundos de empezar el partido, complicando de manera contundente a un The Strongest que destacaba más por su solidez defensiva que por su asediante ofensiva, los aurinegros salieron a buscar el empate pero se verían frenados por una muralla defensiva celeste. Así, a los 32 minutos del primer tiempo Bolívar ampliaba su ventaja desde los 11 pasos para más tarde colocar el 3-0 definitivo a los 70 minutos del partido. Una victoria dominante por parte del equipo celeste les entregaba la copa número 30 en su historia, dando por cuarta vez la vuelta olímpica frente a su máximo rival.

### Vuelta Olímpica en el estadio rival
El clásico paceño, se juega normalmente el Estadio Hernando Siles de La Paz, escenario compartido por ambos equipos, por lo que los clásicos casi no se juegan en los estadios propios del rival. Sin embargo se puede hablar de dar la vuelta olímpica frente a la hinchada rival, condimento especial de un clásico.
Esto se dio 3 veces en la era profesional.
| Campeonato Paceño 1938                              | 23-10-1938                                   | 3-2         |             |             |
| Apertura 2012                                       | 16-12-2012                                   | 1-1         |             |             |
| Apertura 2016                                       | 24-12-2016                                   | 2-1         |             |             |
| Vueltas olímpicas de Bolívar frente a The Strongest |                                              |             |             |             |
| Campeonato                                          | Fecha                                        | Resultado   |             |             |
| Campeonato Boliviano 1988                           | 29-01-1989                                   | 3-0         |             |             |
| Apertura 1997                                       | 18-05-1997                                   | 2-0         |             |             |
| Apertura 2002                                       | 14-07-2002                                   | 2-1         |             |             |
| Apertura 2019                                       | 19-05-2019                                   | 1-3         |             |             |
| Apertura 2022                                       | 12-06-2022                                   | 3-0         |             |             |
| Referencia                                          | Significado                                  | Significado | Significado | Significado |
|                                                     | Consagrado campeón en ese partido            |             |             |             |
|                                                     | Consagrado campeón previamente a ese partido |             |             |             |

## Historial

### Balance de enfrentamientos
En esta tabla, se resumen todos los encuentros disputados entre ambos equipos en todas las competiciones oficiales.
| Competición                    | P.J. | Ganó BOL | P.E. | Ganó STR | G.BOL | G.STR |
| ------------------------------ | ---- | -------- | ---- | -------- | ----- | ----- |
| Campeonato Amateur Paceño      | 41   | 14       | 13   | 14       | 68    | 78    |
| Campeonato Profesional Paceño  | 109  | 54       | 29   | 26       | 213   | 160   |
| Total partidos regionales      | 150  | 68       | 42   | 40       | 281   | 238   |
| Campeonatos Ligueros           | 233  | 94       | 77   | 62       | 355   | 301   |
| Total partidos nacionales      | 233  | 94       | 77   | 62       | 355   | 301   |
| Copa Libertadores de América   | 6    | 2        | 4    | 0        | 6     | 1     |
| Copa Sudamericana              | 4    | 0        | 2    | 2        | 5     | 7     |
| Total partidos internacionales | 10   | 2        | 6    | 2        | 11    | 8     |
| Total                          | 393  | 164      | 125  | 104      | 648   | 547   |

 Fecha de actualización: 22 de junio de 2025

### Asociación de Fútbol de La Paz
[actualizar]
| N.º | Temporada | Fecha                    | Local         | Resultado | Visitante     | Goles (L)                                              | Goles (V) |
| --- | --------- | ------------------------ | ------------- | --------- | ------------- | ------------------------------------------------------ | --------- |
| 1   | 1927      | 17 de octubre de 1927    | The Strongest | 0–0       | Bolívar       |                                                        |           |
| 2   | 1927      | 2 de noviembre de 1927   | The Strongest | 4–0       | Bolívar       |                                                        |           |
| ¿?  | 1929      | 17 de noviembre de 1929  | Bolívar       | 1–0       | The Strongest |                                                        |           |
| ¿?  | 1930      | 27 de julio de 1930      | The Strongest | 4–0       | Bolívar       |                                                        |           |
| 10  | 1932      | 24 de abril de 1932      | The Strongest | 0–1       | Bolívar       |                                                        |           |
| ¿?  | 1947      | Sin datos                | The Strongest | 7–1       | Bolívar       |                                                        |           |
| 41  | 1949      | Sin datos                | Bolívar       | 4–2       | The Strongest |                                                        |           |
| 42  | 1950      | 18 de septiembre de 1950 | Bolívar       | 4–0       | The Strongest | W. Orozco (6'), A. Puertas (39', 41'), V. Ugarte (66') |           |
| 43  | 1950      | 28 de enero de 1951      | The Strongest | 4–6       | Bolívar       |                                                        |           |
| 44  | 1952      | 29 de junio de 1952      | The Strongest | 3–1       | Bolívar       |                                                        |           |
| 45  | 1953      | 12 de julio de 1953      | The Strongest | 2–4       | Bolívar       |                                                        |           |
| 46  | 1953      | 16 de agosto de 1953     | Bolívar       | 3–1       | The Strongest |                                                        |           |

### Primera División

#### (1954-1976)
- Sin datos

#### (1977-Actualidad)
| N.º | Temporada                 | Fecha                    | Ronda                | Local         | Resultado | Visitante     | Goles (L)                                                                   | Goles (V)                                                                                    |
| --- | ------------------------- | ------------------------ | -------------------- | ------------- | --------- | ------------- | --------------------------------------------------------------------------- | -------------------------------------------------------------------------------------------- |
| 1   | 1977                      | 15 de enero de 1978      | 1                    | The Strongest | 2–1       | Bolívar       |                                                                             |                                                                                              |
| 2   | 1977                      | 4 de febrero de 1978     | 6                    | Bolívar       | 3–2       | The Strongest |                                                                             |                                                                                              |
| 3   | 1977                      | 12 de marzo de 1978      | 2                    | The Strongest | 1–0       | Bolívar       |                                                                             |                                                                                              |
| 4   | 1977                      | 22 de marzo de 1978      | 5                    | Bolívar       | 1–2       | The Strongest |                                                                             |                                                                                              |
| 5   | 1978                      | 24 de agosto de 1978     | 5                    | The Strongest | 0–0       | Bolívar       |                                                                             |                                                                                              |
| 6   | 1978                      | 22 de octubre de 1978    | 13                   | Bolívar       | 1–0       | The Strongest |                                                                             |                                                                                              |
| 7   | 1978                      | 3 de diciembre de 1978   | 1                    | Bolívar       | 2–1       | The Strongest |                                                                             |                                                                                              |
| 8   | 1978                      | 14 de enero de 1979      | 6                    | The Strongest | 1–6       | Bolívar       |                                                                             |                                                                                              |
| 9   | 1979                      | 13 de mayo de 1979       | 3                    | Bolívar       | 2–1       | The Strongest |                                                                             |                                                                                              |
| 10  | 1979                      | 27 de mayo de 1979       | 6                    | The Strongest | 0–6       | Bolívar       |                                                                             |                                                                                              |
| 11  | 1979                      | 26 de agosto de 1979     | 4                    | Bolívar       | 0–1       | The Strongest |                                                                             |                                                                                              |
| 12  | 1979                      | 28 de octubre de 1979    | 12                   | The Strongest | 3–1       | Bolívar       |                                                                             |                                                                                              |
| 13  | 1979                      | 6 de marzo de 1980       | Semifinal            | Bolívar       | 1–1       | The Strongest |                                                                             |                                                                                              |
| 14  | 1979                      | 9 de marzo de 1980       | Semifinal            | The Strongest | 1–1       | Bolívar       |                                                                             |                                                                                              |
| 15  | 1979                      | 11 de marzo de 1980      | Semifinal            | Bolívar       | 1–3       | The Strongest |                                                                             |                                                                                              |
| 16  | 1980                      | 3 de agosto de 1980      | 10                   | The Strongest | 2–0       | Bolívar       |                                                                             |                                                                                              |
| 17  | 1980                      | 2 de noviembre de 1980   | 23                   | Bolívar       | 0–1       | The Strongest |                                                                             |                                                                                              |
| 18  | 1981                      | 21 de mayo de 1981       | 3                    | Bolívar       | 1–0       | The Strongest |                                                                             |                                                                                              |
| 19  | 1981                      | 27 de agosto de 1981     | 16                   | The Strongest | 1–1       | Bolívar       |                                                                             |                                                                                              |
| 20  | 1982                      | 9 de mayo de 1982        | 6                    | Bolívar       | 2–1       | The Strongest |                                                                             |                                                                                              |
| 21  | 1982                      | 8 de agosto de 1982      | 19                   | The Strongest | 1–1       | Bolívar       |                                                                             |                                                                                              |
| 22  | 1982                      | 31 de octubre de 1982    | 3                    | Bolívar       | 0–2       | The Strongest |                                                                             |                                                                                              |
| 23  | 1982                      | 21 de noviembre de 1982  | 6                    | The Strongest | 1–3       | Bolívar       |                                                                             |                                                                                              |
| 24  | 1983                      | 1 de mayo de 1983        | 5                    | Bolívar       | 1–1       | The Strongest |                                                                             |                                                                                              |
| 25  | 1983                      | 7 de agosto de 1983      | 18                   | The Strongest | 1–1       | Bolívar       |                                                                             |                                                                                              |
| 26  | 1983                      | 9 de octubre de 1983     | Desempate            | Bolívar       | 4–3       | The Strongest | F. Salinas (11), H. Baldessari (16, 36), J. Silva (31)                      | E. Ayaviri (76, 84), O. Mezza (88)                                                           |
| 27  | 1983                      | 4 de diciembre de 1983   | Semifinal            | The Strongest | 0–1       | Bolívar       |                                                                             | F. Salinas (63)                                                                              |
| 28  | 1983                      | 8 de diciembre de 1983   | Semifinal            | Bolívar       | 3–3       | The Strongest | E. Romero (48), H. Baldessari (61) C. Borja (66)                            | Acosta (32), E. Ayaviri (78), R. Zambrana (83)                                               |
| 29  | 1984                      | 26 de mayo de 1984       | 5                    | The Strongest | 1–2       | Bolívar       |                                                                             |                                                                                              |
| 30  | 1984                      | 19 de agosto de 1984     | 18                   | Bolívar       | 4–2       | The Strongest |                                                                             |                                                                                              |
| 31  | 1985                      | 23 de junio de 1985      | 7                    | The Strongest | 2–1       | Bolívar       |                                                                             |                                                                                              |
| 32  | 1985                      | 3 de noviembre de 1985   | 22                   | Bolívar       | 0–2       | The Strongest |                                                                             |                                                                                              |
| 33  | 1986                      | 14 de junio de 1986      | 7                    | The Strongest | 2–2       | Bolívar       |                                                                             |                                                                                              |
| 34  | 1986                      | 3 de agosto de 1986      | 15                   | Bolívar       | 1–1       | The Strongest |                                                                             |                                                                                              |
| 35  | 1986                      | 19 de octubre de 1986    | 4                    | Bolívar       | 1–3       | The Strongest |                                                                             |                                                                                              |
| 36  | 1986                      | 14 de diciembre de 1986  | 12                   | The Strongest | 1–2       | Bolívar       |                                                                             |                                                                                              |
| 37  | 1986                      | 1 de febrero de 1987     | 3                    | Bolívar       | 0–0       | The Strongest |                                                                             |                                                                                              |
| 38  | 1986                      | 22 de febrero de 1987    | 6                    | The Strongest | 1–1       | Bolívar       |                                                                             |                                                                                              |
| 39  | 1987                      | 11 de octubre de 1987    | 12                   | The Strongest | 0–1       | Bolívar       |                                                                             |                                                                                              |
| 40  | 1987                      | 31 de enero de 1987      | 27                   | Bolívar       | 2–0       | The Strongest |                                                                             |                                                                                              |
| 41  | 1987                      | 20 de marzo de 1988      | 3                    | The Strongest | 2–2       | Bolívar       |                                                                             |                                                                                              |
| 42  | 1987                      | 10 de abril de 1988      | 6                    | Bolívar       | 0–0       | The Strongest |                                                                             |                                                                                              |
| 43  | 1988                      | 11 de septiembre de 1988 | 9                    | The Strongest | 1–0       | Bolívar       |                                                                             |                                                                                              |
| 44  | 1988                      | 20 de noviembre de 1988  | 22                   | Bolívar       | 2–2       | The Strongest |                                                                             |                                                                                              |
| 45  | 1988                      | 18 de diciembre de 1988  | 3                    | Bolívar       | 0–2       | The Strongest |                                                                             |                                                                                              |
| 46  | 1988                      | 28 de diciembre de 1988  | 5                    | The Strongest | 1–2       | Bolívar       |                                                                             |                                                                                              |
| 47  | 1988                      | 29 de enero de 1989      | Final                | Bolívar       | 3–0       | The Strongest | J. Urruti (5), J. Hirano 76), F. Takeo (90)                                 |                                                                                              |
| 48  | 1989                      | 21 de mayo de 1989       | 14                   | The Strongest | 2–1       | Bolívar       |                                                                             |                                                                                              |
| 49  | 1989                      | 6 de junio de 1989       | 5                    | Bolívar       | 0–0       | The Strongest |                                                                             |                                                                                              |
| 50  | 1989                      | 22 de octubre de 1989    | 4                    | Bolívar       | 3–1       | The Strongest |                                                                             |                                                                                              |
| 51  | 1989                      | 4 de diciembre de 1989   | 10                   | The Strongest | 0–0       | Bolívar       |                                                                             |                                                                                              |
| 52  | 1989                      | 14 de febrero de 1990    | Semifinal            | The Strongest | 1–1       | Bolívar       |                                                                             |                                                                                              |
| 53  | 1989                      | 18 de febrero de 1990    | Semifinal            | Bolívar       | 1–1       | The Strongest |                                                                             |                                                                                              |
| 54  | 1990                      | 13 de mayo de 1990       | 4                    | The Strongest | 2–1       | Bolívar       |                                                                             |                                                                                              |
| 55  | 1990                      | 5 de agosto de 1990      | 11                   | Bolívar       | 3–1       | The Strongest |                                                                             |                                                                                              |
| 56  | 1990                      | 2 de diciembre de 1990   | 3                    | The Strongest | 2–0       | Bolívar       |                                                                             |                                                                                              |
| 57  | 1990                      | 16 de diciembre de 1990  | 5                    | Bolívar       | 0–1       | The Strongest |                                                                             |                                                                                              |
| 58  | 1990                      | 20 de enero de 1991      | Semifinal            | Bolívar       | 2–1       | The Strongest |                                                                             |                                                                                              |
| 59  | 1990                      | 23 de enero de 1991      | Semifinal            | The Strongest | 3–4       | Bolívar       |                                                                             |                                                                                              |
| 60  | 1991                      | 19 de mayo de 1991       | 6                    | The Strongest | 0–2       | Bolívar       |                                                                             |                                                                                              |
| 61  | 1991                      | 2 de junio de 1991       | 13                   | Bolívar       | 3–1       | The Strongest |                                                                             |                                                                                              |
| 62  | 1991                      | 20 de octubre de 1991    | 7                    | Bolívar       | 3–1       | The Strongest |                                                                             |                                                                                              |
| 63  | 1991                      | 17 de noviembre de 1991  | 14                   | The Strongest | 2–2       | Bolívar       |                                                                             |                                                                                              |
| 64  | 1991                      | 5 de enero de 1992       | Semifinal            | Bolívar       | 3–1       | The Strongest |                                                                             |                                                                                              |
| 65  | 1991                      | 9 de enero de 1991       | Semifinal            | The Strongest | 0–2       | Bolívar       |                                                                             |                                                                                              |
| 66  | 1992                      | 10 de mayo de 1992       | 9                    | Bolívar       | 0–0       | The Strongest |                                                                             |                                                                                              |
| 67  | 1992                      | 30 de agosto de 1992     | 24                   | The Strongest | 2–3       | Bolívar       |                                                                             |                                                                                              |
| 68  | 1992                      | 25 de octubre de 1992    | 1                    | The Strongest | 1–2       | Bolívar       |                                                                             |                                                                                              |
| 69  | 1992                      | 4 de noviembre de 1992   | 4                    | Bolívar       | 0–1       | The Strongest |                                                                             |                                                                                              |
| 70  | 1993                      | 15 de septiembre de 1993 | 4                    | Bolívar       | 3–1       | The Strongest |                                                                             |                                                                                              |
| 71  | 1993                      | 24 de octubre de 1993    | 9                    | The Strongest | 3–1       | Bolívar       |                                                                             |                                                                                              |
| 72  | 1993                      | 16 de enero de 1994      | 5                    | Bolívar       | 0–0       | The Strongest |                                                                             |                                                                                              |
| 73  | 1993                      | 30 de enero de 1994      | 9                    | The Strongest | 1–1       | Bolívar       |                                                                             |                                                                                              |
| 74  | 1994                      | 13 de marzo de 1994      | 4                    | The Strongest | 0–0       | Bolívar       |                                                                             |                                                                                              |
| 75  | 1994                      | 27 de abril de 1994      | 10                   | Bolívar       | 2–1       | The Strongest |                                                                             |                                                                                              |
| 76  | 1994                      | 17 de septiembre de 1994 | 4                    | The Strongest | 0–1       | Bolívar       |                                                                             |                                                                                              |
| 77  | 1994                      | 29 de octubre de 1994    | 10                   | Bolívar       | 1–0       | The Strongest |                                                                             |                                                                                              |
| 78  | 1994                      | 27 de noviembre de 1994  | 3                    | Bolívar       | 0–0       | The Strongest |                                                                             |                                                                                              |
| 79  | 1994                      | 11 de diciembre de 1994  | 7                    | The Strongest | 1–1       | Bolívar       |                                                                             |                                                                                              |
| 80  | 1995                      | 29 de marzo de 1995      | 4                    | Bolívar       | 0–1       | The Strongest |                                                                             | J. Villarroel                                                                                |
| 81  | 1995                      | 21 de mayo de 1995       | 11                   | The Strongest | 0–0       | Bolívar       |                                                                             |                                                                                              |
| 82  | 1995                      | 3 de septiembre de 1995  | 4                    | Bolívar       | 1–0       | The Strongest | C. Borja                                                                    |                                                                                              |
| 83  | 1995                      | 24 de septiembre de 1995 | 7                    | The Strongest | 0–1       | Bolívar       |                                                                             | L. Cristaldo                                                                                 |
| 84  | 1995                      | 22 de octubre de 1995    | 11                   | Bolívar       | 1–2       | The Strongest | C. Mir                                                                      | M. Molina, W. da Motta                                                                       |
| 85  | 1995                      | 19 de noviembre de 1995  | 14                   | The Strongest | 5–1       | Bolívar       | Ó. Sánchez (2), P. Colque, M. Molina, R. Arteaga                            | Á. Peña                                                                                      |
| 86  | 1996                      | 17 de marzo de 1996      | 3                    | Bolívar       | 0–0       | The Strongest |                                                                             |                                                                                              |
| 87  | 1996                      | 7 de abril de 1996       | 6                    | The Strongest | 4–1       | Bolívar       |                                                                             |                                                                                              |
| 88  | 1996                      | 12 de mayo de 1996       | 10                   | Bolívar       | 3–1       | The Strongest |                                                                             |                                                                                              |
| 89  | 1996                      | 2 de junio de 1996       | 13                   | The Strongest | 1–1       | Bolívar       |                                                                             |                                                                                              |
| 90  | 1996                      | 20 de junio de 1996      | Semifinal            | Bolívar       | 0–3       | The Strongest |                                                                             |                                                                                              |
| 91  | 1996                      | 22 de junio de 1996      | Semifinal            | The Strongest | 1–1       | Bolívar       |                                                                             |                                                                                              |
| 92  | 1996                      | 11 de agosto de 1996     | 5                    | Bolívar       | 2–0       | The Strongest |                                                                             |                                                                                              |
| 93  | 1996                      | 29 de septiembre de 1996 | 11                   | The Strongest | 0–3       | Bolívar       |                                                                             |                                                                                              |
| 94  | 1996                      | 18 de octubre de 1996    | 1                    | The Strongest | 0–0       | Bolívar       |                                                                             |                                                                                              |
| 95  | 1996                      | 20 de noviembre de 1996  | 6                    | Bolívar       | 1–1       | The Strongest |                                                                             |                                                                                              |
| 96  | 1997                      | 23 de febrero de 1997    | 2                    | Bolívar       | 0–1       | The Strongest |                                                                             |                                                                                              |
| 97  | 1997                      | 5 de abril de 1997       | 9                    | The Strongest | 1–1       | Bolívar       |                                                                             |                                                                                              |
| 98  | 1997                      | 16 de mayo de 1997       | Final Apertura       | The Strongest | 0–1       | Bolívar       |                                                                             |                                                                                              |
| 99  | 1997                      | 18 de mayo de 1997       | Final Apertura       | Bolívar       | 2–0       | The Strongest |                                                                             |                                                                                              |
| 100 | 1997                      | 24 de agosto de 1997     | 4                    | The Strongest | 1–3       | Bolívar       |                                                                             |                                                                                              |
| 101 | 1997                      | 22 de octubre de 1997    | 10                   | Bolívar       | 1–1       | The Strongest |                                                                             |                                                                                              |
| 102 | 1997                      | 23 de noviembre de 1997  | 3                    | Bolívar       | 3–1       | The Strongest |                                                                             |                                                                                              |
| 103 | 1997                      | 14 de diciembre de 1997  | 8                    | The Strongest | 1–2       | Bolívar       |                                                                             |                                                                                              |
| 104 | 1998                      | 3 de mayo de 1998        | 10                   | Bolívar       | 1–1       | The Strongest |                                                                             |                                                                                              |
| 105 | 1998                      | 16 de agosto de 1998     | 21                   | The Strongest | 3–1       | Bolívar       |                                                                             |                                                                                              |
| 106 | 1998                      | 13 de septiembre de 1998 | 4                    | Bolívar       | 4–1       | The Strongest |                                                                             |                                                                                              |
| 107 | 1998                      | 18 de octubre de 1998    | 10                   | The Strongest | 1–2       | Bolívar       |                                                                             |                                                                                              |
| 108 | 1999                      | 21 de febrero de 1999    | 4                    | The Strongest | 2–3       | Bolívar       |                                                                             |                                                                                              |
| 109 | 1999                      | 24 de abril de 1999      | 18                   | Bolívar       | 3–2       | The Strongest |                                                                             |                                                                                              |
| 110 | 1999                      | 22 de agosto de 1999     | 4                    | The Strongest | 2–2       | Bolívar       | -                                                                           |                                                                                              |
| 111 | 1999                      | 3 de octubre de 1999     | 10                   | Bolívar       | 2–1       | The Strongest |                                                                             |                                                                                              |
| 112 | 1999                      | 7 de noviembre de 1999   | 4                    | Bolívar       | 0–0       | The Strongest |                                                                             |                                                                                              |
| 113 | 1999                      | 7 de diciembre de 1999   | 9                    | The Strongest | 1–0       | Bolívar       |                                                                             |                                                                                              |
| 114 | 2000                      | 27 de febrero de 2000    | 5                    | Bolívar       | 1–1       | The Strongest | -                                                                           |                                                                                              |
| 115 | 2000                      | 14 de mayo de 2000       | 15                   | The Strongest | 1–2       | Bolívar       |                                                                             |                                                                                              |
| 116 | 2000                      | 10 de septiembre de 2000 | 5                    | The Strongest | 2–0       | Bolívar       |                                                                             |                                                                                              |
| 117 | 2000                      | 19 de noviembre de 2000  | 16                   | Bolívar       | 0–1       | The Strongest |                                                                             |                                                                                              |
| 118 | 2001                      | 1 de abril de 2001       | 5                    | The Strongest | 2-2       | Bolívar       |                                                                             |                                                                                              |
| 119 | 2001                      | 23 de mayo de 2001       | 15                   | The Strongest | 1–2       | Bolívar       |                                                                             |                                                                                              |
| 120 | 2001                      | 19 de agosto de 2001     | 4                    | Bolívar       | 3–1       | The Strongest |                                                                             |                                                                                              |
| 121 | 2001                      | 16 de septiembre de 2001 | 10                   | The Strongest | 3–3       | Bolívar       |                                                                             |                                                                                              |
| 122 | 2002                      | 1 de mayo de 2002        | 11                   | The Strongest | 3–2       | Bolívar       | -                                                                           |                                                                                              |
| 123 | 2002                      | 14 de julio de 2002      | 22                   | Bolívar       | 2–1       | The Strongest |                                                                             |                                                                                              |
| 124 | 2002                      | 1 de septiembre de 2002  | 6                    | The Strongest | 0–0       | Bolívar       |                                                                             |                                                                                              |
| 125 | 2002                      | 21 de noviembre de 2002  | 17                   | Bolívar       | 0–0       | The Strongest |                                                                             |                                                                                              |
| 126 | Apertura 2003             | 23 de marzo de 2003      | 3                    | Bolívar       | 0–0       | The Strongest | -                                                                           | -                                                                                            |
| 127 | Apertura 2003             | 5 de junio de 2003       | 14                   | The Strongest | 3–2       | Bolívar       |                                                                             |                                                                                              |
| 128 | Clausura 2003             | 19 de agosto de 2003     |                      | The Strongest | 1–0       | Bolívar       |                                                                             |                                                                                              |
| 129 | Clausura 2003             | 21 de septiembre de 2003 | 5                    | Bolívar       | 2–2       | The Strongest |                                                                             |                                                                                              |
| 130 | Clausura 2003             | 4 de octubre de 2003     | 9                    | The Strongest | 0–1       | Bolívar       | -                                                                           |                                                                                              |
| 131 | Clausura 2003             | 7 de diciembre de 2003   | 2                    | Bolívar       | 1–0       | The Strongest |                                                                             |                                                                                              |
| 132 | Apertura 2004             | 29 de abril de 2004      | 11                   | Bolívar       | 2–1       | The Strongest |                                                                             |                                                                                              |
| 133 | Apertura 2004             | 24 de junio de 2004      | 22                   | The Strongest | 3–0       | Bolívar       |                                                                             | -                                                                                            |
| 134 | Clausura 2004             | 15 de agosto de 2004     | 4                    | Bolívar       | 1-1       | The Strongest |                                                                             |                                                                                              |
| 135 | Clausura 2004             | 19 de septiembre de 2004 | 9                    | The Strongest | 0–1       | Bolívar       | -                                                                           |                                                                                              |
| 136 | Clausura 2004             | 7 de noviembrer de 2004  | 5                    | Bolívar       | 2–0       | The Strongest |                                                                             |                                                                                              |
| 137 | Clausura 2004             | 9 de diciembre de 2004   | 11                   | The Strongest | 7–0       | Bolívar       |                                                                             |                                                                                              |
| 138 | Adecuacion 2005           | 2 de mayo de 2005        | 9                    | Bolívar       | 0–0       | The Strongest | -                                                                           |                                                                                              |
| 139 | Adecuacion 2005           | 17 de julio de 2005      | 20                   | The Strongest | 2–1       | Bolívar       | Rubén Tufiño 46', Pablo Escobar 85'                                         | Limberg Gutiérrez 18'                                                                        |
| 140 | Apertura 2005             | 18 de septiembre de 2005 | 4                    | Bolívar       | 3–0       | The Strongest | -                                                                           | L. Gutiérrez 2', AndaDios 5', C. Angulo 74'                                                  |
| 141 | Apertura 2005             | 23 de octubre de 2005    | 9                    | The Strongest | 2–2       | Bolívar       | Líder Paz (12'), Juan Doyle Vaca (79')                                      | J. Fischer (24 27')                                                                          |
| 142 | Apertura 2005             | 27 de noviembre de 2005  | 5                    | The Strongest | 1–3       | Bolívar       | Luis Héctor Cristaldo (2')                                                  | Fischer (30'), M. Mercado (53'), P. Colque (67')                                             |
| 143 | Apertura 2005             | 11 de diciembre de 2005  | 9                    | Bolívar       | 2–2       | The Strongest | Líder Paz (56'), Alejandro Damian Mena (65')                                | Danner Pachi (52'), Luis Aníbal Torrico (66')                                                |
| 144 | Clausura 2006             | 12 de marzo de 2006      | 4                    | Bolívar       | 2–0       | The Strongest | -                                                                           |                                                                                              |
| 145 | Clausura 2006             | 4 de mayo de 2006        | 15                   | The Strongest | 0–2       | Bolívar       | -                                                                           |                                                                                              |
| 146 | Segundo Torneo 2006       | 13 de agosto de 2006     | 4                    | Bolívar       | 1–1       | The Strongest |                                                                             |                                                                                              |
| 147 | Segundo Torneo 2006       | 17 de septiembre de 2006 | 9                    | The Strongest | 0–1       | Bolívar       | -                                                                           |                                                                                              |
| 148 | Apertura 2007             | 25 de marzo de 2007      | 4                    | Bolívar       | 1–1       | The Strongest | Alfredo Jara (4')                                                           | C. Saucedo (21')                                                                             |
| 149 | Apertura 2007             | 13 de mayo de 2007       | 15                   | The Strongest | 1–2       | Bolívar       | Pablo Escobar (74')                                                         | C. Saucedo (52'), Luis Sillero (76')                                                         |
| 150 | Clausura 2007             | 12 de agosto de 2007     | 3                    | The Strongest | 2–0       | Bolívar       | Herman Soliz (48'), Pablo Salinas (73')                                     |                                                                                              |
| 151 | Clausura 2007             | 23 de septiembre de 2007 | 10                   | Bolívar       | 2–3       | The Strongest | Salinas (41' (p)), Hoyos (52'), Cardozo (86' (p))                           | C. Saucedo (54', 60')                                                                        |
| 152 | Apertura 2008             | 2 de marzo de 2008       | 2                    | The Strongest | 2–2       | Bolívar       | Santiago Silvera (63'), Limberg Méndez (82')                                | J. Botero (14'), Danner Pachi (33')                                                          |
| 153 | Apertura 2008             | 11 de mayo de 2008       | 13                   | Bolívar       | 2–2       | The Strongest | Miguel Mercado (5'), Pablo Escobar 41'                                      | A. Valentierra (87' (p)), Pablo Salinas (88')                                                |
| 154 | Clausura 2008             | 24-08-2008               | 4                    | The Strongest | 2–4       | Bolívar       | Luis Méndez 18', J. Cardozo 19'                                             | Valentierra (22', 26'), Salinas (30'), J. Botero (85')                                       |
| 155 | Clausura 2008             | 21-09-2008               | 7                    | Bolívar       | 3–3       | The Strongest | Cardozo (9'), A. Bejarano (24'), Angulo (90')                               | J. Botero (20') R. Ramos (21') A. Valentierra (52')                                          |
| 156 | Apertura 2009             | 03-05-2009               |                      | Bolívar       | 2–2       | The Strongest | Nelvin Solíz (24'), Carlos Saucedo (61')                                    | A. Schiapparelli (18'), Jair Reinoso (23')                                                   |
| 157 | Apertura 2009             | 29-05-2009               |                      | The Strongest | 1–2       | Bolívar       | Federico García (55')                                                       | Mario Ovando (29') Aquilino Villalba (75')                                                   |
| 158 | Clausura 2009             | 02-08-2009               |                      | The Strongest | 1–2       | Bolívar       | Carlos Saucedo (74')                                                        | William Ferreira (62') Charles Da Silva (66')                                                |
| 159 | Clausura 2009             | 23-08-2009               | 8                    | Bolívar       | 3–1       | The Strongest | A. Reyes (27') Rivero (a.g.) (29') Gonzaga (82')                            | Limberg Gutiérrez (25')                                                                      |
| 160 | Clausura 2009             | 26-09-2009               |                      | The Strongest | 1–2       | Bolívar       | Pablo Vázquez (72')                                                         | William Ferreira (26' 35')                                                                   |
| 161 | Clausura 2009             | 01-10-2009               |                      | Bolívar       | 2–1       | The Strongest | Carlos Saucedo (74')                                                        | A. Gonzaga 61') Charles Da Silva (84')                                                       |
| 162 | Apertura 2010             | 28-03-2010               |                      | The Strongest | 2–2       | Bolívar       | Limberg Gutiérrez (25'), Leitão Polieri (27')                               | W. Ferreira (53'), Charles da Silva (85')                                                    |
| 163 | Apertura 2010             | 25-04-2010               |                      | Bolívar       | 1–0       | The Strongest | -                                                                           | Ronald Rivero (76')                                                                          |
| 164 | Apertura 2010             | 09-05-2010               |                      | The Strongest | 1–1       | Bolívar       | Luis Palacios 1'                                                            | William Ferreira 37'                                                                         |
| 165 | Apertura 2010             | 26-05-2010               |                      | Bolívar       | 0–1       | The Strongest | Julián Di Cosmo 47'                                                         | -                                                                                            |
| 166 | Clausura 2010             | 01-08-2010               |                      | Bolívar       | 2–2       | The Strongest | Darwin Peña 20', Gerson García 31'                                          | Rudy Cardozo 55', William Ferreira 72'                                                       |
| 167 | Clausura 2010             | 13-10-2010               |                      | The Strongest | 3-2       | Bolívar       | García 36', Chumacero 65', Ramallo 70'                                      | Rudy Cardozo 41', Zé Carlos 47'                                                              |
| 168 | Adecuacion 2011           | 23-01-2011               |                      | The Strongest | 0–0       | Bolívar       | -                                                                           | -                                                                                            |
| 169 | Adecuacion 2011           | 14-04-2011               |                      | Bolívar       | 1–0       | The Strongest | -                                                                           | William Ferreira 65'                                                                         |
| 170 | Apertura 2011             | 18-09-2011               |                      | The Strongest | 3–5       | Bolívar       | Pablo Escobar 57' 90', Delio Ojeda 90+2'                                    | Ferreira 34' 39' 75', Lizio 52', Álvarez 45+1',                                              |
| 171 | Apertura 2011             | 29-10-2011               |                      | Bolívar       | 3–1       | The Strongest | Pablo Escobar 58'(pen)                                                      | Lorgio Álvarez 1', W. Ferreira 48'(pen) 83'                                                  |
| 172 | Apertura 2011             | 03-12-2011               | Cuartos de final     | Bolívar       | 1–0       | The Strongest | -                                                                           | William Ferreira 36'                                                                         |
| 173 | Apertura 2011             | 07-12-2011               |                      | The Strongest | 4–0       | Bolívar       | Pablo Escobar 12' 74', Lima 50', Chumacero 76'                              | -                                                                                            |
| 174 | Clausura 2012             | 11-03-2012               |                      | The Strongest | 1–1       | Bolívar       | Pablo Escobar 31'(pen)                                                      | Francisco Rodríguez 48'                                                                      |
| 175 | Clausura 2012             | 05-05-2012               | 20                   | Bolívar       | 0–1       | The Strongest | Luis Melgar 8'                                                              | -                                                                                            |
| 176 | Apertura 2012             | 20-10-2012               |                      | Bolívar       | 2–3       | The Strongest | Harold Reina 7', 76' Pablo Escobar 84'                                      | Jair Torrico 9'(a.g.), Rudy Cardozo 90+2'                                                    |
| 177 | Apertura 2012             | 16-12-2012               |                      | The Strongest | 1–1       | Bolívar       | Pablo Escobar                                                               | Jhasmani Campos                                                                              |
| 178 | Clausura 2013             | 10-04-2013               |                      | The Strongest | 2–0       | Bolívar       | Harold Reina 10', Pablo Escobar 47                                          | -                                                                                            |
| 179 | Clausura 2013             | 24-04-2013               |                      | Bolívar       | 1–1       | The Strongest | Pablo Escobar 55' (p)                                                       | Leonel Justiniano 59'                                                                        |
| 180 | Apertura 2013             | 11-08-2013               |                      | Bolívar       | 2–0       | The Strongest | -                                                                           | Rudy Cardozo 17', Juanmi Callejón 88'                                                        |
| 181 | Apertura 2013             | 03-11-2013               |                      | The Strongest | 2–3       | Bolívar       | Pablo Escobar 30' (p), Jair Reinoso 71'                                     | Cabrera 7' (a.g), Arce 19', W. Ferreira 72'                                                  |
| 182 | Clausura 2014             | 07-02-2014               |                      | The Strongest | 3–3       | Bolívar       | Pablo Escobar 1', Boris Alfaro 32', 73'                                     | Rudy Cardozo 15', W. Ferreira 48', xx'                                                       |
| 183 | Clausura 2014             | 19-04-2014               |                      | Bolívar       | 0–1       | The Strongest | Jair Reinoso 47'                                                            | -                                                                                            |
| 184 | Apertura 2014             | 26-10-2014               | 7                    | Bolívar       | 4–2       | The Strongest | Rodrigo Ramallo 66', Pablo Escobar 90'                                      | Tenorio 42' 69', Arce 85', F. Rodríguez 88'                                                  |
| 185 | Apertura 2014             | 26-11-2014               |                      | The Strongest | 1–1       | Bolívar       | David Checa 45'                                                             | Capdevila                                                                                    |
| 186 | Clausura 2015             | 01-03-2015               |                      | Bolívar       | 1–1       | The Strongest | Rodrigo Ramallo                                                             | Juanmi Callejón'                                                                             |
| 187 | Clausura 2015             | 07-05-2015               |                      | The Strongest | 1–0       | Bolívar       | Chumacero (58')                                                             | -                                                                                            |
| 188 | Apertura 2015             | 26-08-2015               |                      | Bolívar       | 0–2       | The Strongest | R. Castro (61'), Pablo Escobar (85')                                        | -                                                                                            |
| 189 | Apertura 2015             | 22-11-2015               | 15                   | The Strongest | 2–3       | Bolívar       | Pablo Escobar 7', A. Chumacero 54'                                          | J. Callejón (25', 87' p.), (Capdevila 57')                                                   |
| 190 | Clausura 2016             | 14-02-2016               |                      | The Strongest | 2–2       | Bolívar       | Diego Bejarano (10'), Pablo Escobar (34')                                   | G. Cellerino (55'), Juanmi Callejón (86'p.)                                                  |
| 191 | Clausura 2016             | 01-05-2016               |                      | Bolívar       | 1–1       | The Strongest | Rodrigo Ramallo (70')                                                       | William Ferreira (59')                                                                       |
| 192 | Apertura 2016             | 21-08-2016               | 2                    | Bolívar       | 2–1       | The Strongest | Manuel Arteaga (22' p.)                                                     | Callejón (4') Maygua (90+1')                                                                 |
| 193 | Apertura 2016             | 30-10-2016               | 13                   | The Strongest | 1–1       | Bolívar       | D. Bejarano (64')                                                           | Callejón (63')                                                                               |
| 194 | Apertura 2016             | 24-12-2016               | Partido de desempate | The Strongest | 2–1       | Bolívar*      | Fabricio Pedrozo (32') Pablo Escobar (74')                                  | Callejón (88')                                                                               |
| 195 | Apertura 2017             | 05-04-2017               |                      | The Strongest | 1–4       | Bolívar       | (Chumacero 90+3')                                                           | (Fernández 9' 58'), (Arce 44'), (Prieto 57')                                                 |
| 196 | Apertura 2017             | 14-05-2017               |                      | Bolívar       | 3–1       | The Strongest | Alejandro Chumacero 59`                                                     | (R. Fernández 51'), (L. Justiniano 44', 90')                                                 |
| 197 | Clausura 2017             | 24-09-2017               |                      | The Strongest | 1–2       | Bolívar       | Rodrigo Vargas (78')                                                        | Arce (76') Fierro (86')                                                                      |
| 198 | Clausura 2017             | 07-12-2017               |                      | Bolívar       | 0–0       | The Strongest | -                                                                           | -                                                                                            |
| 199 | Apertura 2018             | 18-02-2018               |                      | The Strongest | 2–0       | Bolívar       | Edison Carcelén 6', Edis Ibargüen 81'                                       | -                                                                                            |
| 200 | Apertura 2018             | 08-04-2018               |                      | Bolívar       | 3–0       | The Strongest | -                                                                           | Arce 47', W. Ferreira 75', Callejón 85'                                                      |
| 201 | Apertura 2018             | 20-05-2018               |                      | Bolívar       | 0-1       | The Strongest | Pablo Escobar 81'                                                           | -                                                                                            |
| 202 | Apertura 2018             | 27-05-2018               |                      | The Strongest | 1-1       | Bolívar       | Jhasmani Campos 48'                                                         | William Ferreira 78'                                                                         |
| 203 | Clausura 2018             | 27-08-2018               |                      | The Strongest | 0–1       | Bolívar       | -                                                                           | William Ferreira 51'                                                                         |
| 204 | Clausura 2018             | 25-11-2018               |                      | Bolívar       | 1–1       | The Strongest | Rolando Blackburn 20'                                                       | Edison Carcelén 18' (a.g.)                                                                   |
| 205 | Apertura 2019             | 14-03-2019               |                      | The Strongest | 1–1       | Bolívar       | Rolando Blackburn 52'                                                       | Marcos Riquelme 33'                                                                          |
| 206 | Apertura 2019             | 19-05-2019               |                      | Bolívar       | 1–3       | The Strongest | Henry Vaca 33', Jair Reynoso 36', Fernando Martelli 78'                     | Erwin Saavedra 39'                                                                           |
| 207 | Clausura 2019             | 31-08-2019               |                      | Bolívar       | 1–1       | The Strongest | Jair Reynoso 84'                                                            | Cristhian Machado 65'                                                                        |
| 208 | Clausura 2019             | 19-12-2019               | 23                   | The Strongest | 3–2       | Bolívar       | Harold Reina 48', Jhasmani Campos 71', Moisés Calero 82'                    | Adrián Jusino 43', Vladimir Castellón 51'                                                    |
| 209 | Apertura 2020             | 21-02-2020               | 8                    | Bolívar       | 5–4       | The Strongest | Jair Reinoso 4' Walter Veizaga 19' Willie Barbosa 33' Jeyson Chura 36'      | Marcos Riquelme 11', 53' Víctor Abrego 24' Erwin Saavedra 54', 79'                           |
| 210 | Apertura 2020             | 19-12-2020               |                      | The Strongest | 2–1       | Bolívar       | Willie Barbosa 35', Rolando Blackburn 84'                                   | Marcos Riquelme 51'                                                                          |
| 211 | Apertura 2021             | 25-07-2021               | 11                   | The Strongest | 3–1       | Bolívar       | Rolando Blackburn 82';Willie Barbosa 60',95'                                | Leonardo Ramos 39'                                                                           |
| 212 | Apertura 2021             | 21-11-2021               | 26                   | Bolívar       | 0–1       | The Strongest | Rolando Blackburn 49'                                                       |                                                                                              |
| 213 | Apertura 2022             | 14-03-2022               | 6                    | The Strongest | 0–1       | Bolívar       | -                                                                           | Roberto Fernández 38'                                                                        |
| 214 | Apertura 2022             | 08-05-2022               | 13                   | Bolívar       | 1–0       | The Strongest | -                                                                           | Bruno Savio 7'                                                                               |
| 215 | Apertura 2022             | 12-06-2022               | Final                | The Strongest | 0–3       | Bolívar       | -                                                                           | Francisco da Costa 0',32',Bruno Savio 70'                                                    |
| 216 | Clausura 2022             | 31-07-2022               | 7                    | Bolívar       | 0–4       | The Strongest | -                                                                           |                                                                                              |
| 217 | Clausura 2022             | 13-10-2022               | 22                   | The Strongest | 4–4       | Bolívar       | -                                                                           |                                                                                              |
| 218 | División Profesional 2023 | 17-02-2023               | 3                    | The Strongest | 3–2       | Bolívar       | Enrique Triverio 14', Junior Arias 43', Diego Wayar 83'                     | Ronnie Fernández 23', Gabriel Poveda 90+13'                                                  |
| 219 | División Profesional 2023 | 23-07-2023               | 20                   | Bolívar       | 3–0       | The Strongest | -                                                                           |                                                                                              |
| 220 | Apertura 2024             | 25-02-2024               | 3                    | Bolívar       | 4–4       | The Strongest | Chico 22', Ramiro Vaca 42', Carmelo Algarañaz 50', José Sagredo 74'         | Michael Javier Ortega 29', Rodrigo Ramallo 66', Luciano Ursino 90+1', Bryan Bentaberry 90+4' |
| 221 | Apertura 2024             | 10-03-2024               | 5                    | The Strongest | 2-1       | Bolívar       | Jaime Arrascaita 26', Rodrigo Ramallo 63'                                   | Pato Rodríguez 40'                                                                           |
| 222 | Clausura 2024             | 18-09-2024               | 11                   | The Strongest | 1–1       | Bolívar       | Abdiel Ayarza 45+3'                                                         | Antonio Melgar Vargas 56'                                                                    |
| 223 | Clausura 2024             | 8-12-2024                | 26                   | Bolívar       | 4–1       | The Strongest | Antonio Melgar Vargas 29' Bruno Savio 42', Ramiro Vaca 53', Fabio Gomes 60' | Michael Ortega 15'                                                                           |

#### Historial en Primera División
| Victorias de Bolívar       | 88  |
| Empates                    | 76  |
| Victorias de The Strongest | 58  |
| Total                      | 221 |

### Play-Offs
| N.º | Temporada     | Fecha                   | Local         | Resultado | Visitante     | Goles The Strongest                            | Goles Bolívar                                      |
| --- | ------------- | ----------------------- | ------------- | --------- | ------------- | ---------------------------------------------- | -------------------------------------------------- |
| 1   | Playoffs 2008 | 9 de noviembre de 2008  | Bolívar       | 0–0       | The Strongest | -                                              | -                                                  |
| 2   | Playoffs 2008 | 16 de noviembre de 2008 | The Strongest | 1–2       | Bolívar       | Jaime Cardozo (90+3')                          | Arnulfo Valentierra (14'), Joaquín Botero (50')    |
| 3   | Playoffs 2009 | 1 de noviembre de 2009  | The Strongest | 0–3       | Bolívar       | -                                              | Luis Torrico (50') W. Ferreira (78') Gonzaga (89') |
| 4   | Playoffs 2009 | 5 de noviembre de 2009  | Bolívar       | 2–3       | The Strongest | Leitão (33') P. Colque (42') C. Saucedo (90+') | Charles Da Silva (40') W. Ferreira (90')           |
| 5   | Playoffs 2010 | 17 de junio de 2010     | Bolívar       | 2–0       | The Strongest | -                                              | Rosauro Rivero (a.g) 18', W. Ferreira 87'          |
| 6   | Playoffs 2010 | 20 de junio de 2010     | The Strongest | 2–0       | Bolívar       | Julián Di Cosmo 65', Pablo Vázquez 80'         | -                                                  |

#### Historial en Play-Offs
| Victorias de Bolívar       | 3 |
| Empates                    | 1 |
| Victorias de The Strongest | 2 |
| Total                      | 6 |

### Torneos internacionales
| N.º | Torneo                 | Fecha                 | Local         | Resultado | Visitante     | Goles The Strongest                   | Goles Bolívar                                            | Estadio                |
| --- | ---------------------- | --------------------- | ------------- | --------- | ------------- | ------------------------------------- | -------------------------------------------------------- | ---------------------- |
| 1   | Copa Libertadores 1989 | 17 de febrero de 1989 | Bolívar       | 0–0       | The Strongest |                                       |                                                          | Estadio Hernando Siles |
| 2   | Copa Libertadores 1989 | 8 de marzo de 1989    | The Strongest | 0–0       | Bolívar       |                                       |                                                          | Estadio Hernando Siles |
| 3   | Copa Libertadores 1994 | 23 de febrero de 1994 | Bolívar       | 0–0       | The Strongest |                                       |                                                          | Estadio Hernando Siles |
| 4   | Copa Libertadores 1994 | 16 de marzo de 1994   | The Strongest | 0–0       | Bolívar       |                                       |                                                          | Estadio Hernando Siles |
| 5   | Copa Libertadores 1994 | 14 de abril de 1994   | The Strongest | 1–2       | Bolívar       | Arturo García Yale (23')              | Víctor Hugo Antelo (25', 28')                            | Estadio Hernando Siles |
| 6   | Copa Libertadores 1994 | 24 de abril de 1994   | Bolívar       | 4–0       | The Strongest |                                       | V. Antelo (2'), J. Baldivieso (36', 85'), V. Soria (53') | Estadio Hernando Siles |
| 7   | Copa Sudamericana 2003 | 7 de agosto de 2003   | The Strongest | 2–2       | Bolívar       | A. Da Rosa 13', Méndez xx'            | G. Ribeiro xx' L. Paz 8x'                                | Estadio Hernando Siles |
| 8   | Copa Sudamericana 2003 | 19 de agosto de 2003  | Bolívar       | (2)1–1(4) | The Strongest | S. Coelho xx'                         | H. Chiorazzo xx'                                         | Estadio Hernando Siles |
| 9   | Copa Sudamericana 2005 | 11 de agosto de 2005  | The Strongest | 2–1       | Bolívar       | R. Gutiérrez (59'), Pablo Escobar 80' | M. Fischer (21')                                         | Estadio Hernando Siles |
| 10  | Copa Sudamericana 2005 | 25 de agosto de 2005  | Bolívar       | 1–2       | The Strongest | A. Ricaldi (52'), L. Paz (78')        | A. Andaveris (25')                                       | Estadio Hernando Siles |

#### Historial en copas internacionales
| Victorias de Bolívar       | 2  |
| Empates                    | 5  |
| Victorias de The Strongest | 3  |
| Total                      | 10 |

## Estadísticas de jugadores

### Máximos goleadores
El máximo goleador de los enfrentamientos es William Ferreira con 23 goles, seguido por Pablo Daniel Escobar, con 22 goles, siendo además los únicos jugadores en sobrepasar la barrera de los veinte goles en la historia de dichos encuentros, jugando el primero para los celestes y el segundo para los atigrados.
| # | Jugador              | Equipo        | Primera División | Copa Sudamericana | Total Goles |
| - | -------------------- | ------------- | ---------------- | ----------------- | ----------- |
| 1 | William Ferreira     | Bolívar       | 23               | —                 | 23          |
| 2 | Pablo Daniel Escobar | The Strongest | 21               | 1                 | 22          |
| 3 | Fernando Salinas     | Bolívar       | 17               | —                 | 17          |
| 4 | Jorge Hirano         | Bolívar       | 16               | —                 | 16          |
| 5 | Carlos Borja         | Bolívar       | 14               | —                 | 14          |
| 6 | Sandro Coelho        | The Strongest | 9                | 1                 | 10          |
| 7 | Ovidio Messa         | The Strongest | 9                | —                 | 9           |
| 8 | Juanmi Callejón      | Bolívar       | 9                | —                 | 9           |

### Más presencias
El jugador con el mayor número de encuentros disputados en ésta rivalidad es Vladimir Soria con 83, todos para el Bolívar, seguido por los 82 de Carlos Borja y los 70 de Óscar Sánchez —jugó en ambos clubes—  siendo este último el primer jugador de The Strongest en el registro.
| #  | Jugador              | Equipo                          | Partidos |
| -- | -------------------- | ------------------------------- | -------- |
| 1  | Vladimir Soria       | Bolívar                         | 83       |
| 2  | Carlos Borja         | Bolívar                         | 82       |
| 3  | Óscar Sánchez        | Ambos                           | 70       |
| 4  | Marco Sandy          | Bolívar                         | 55       |
| =  | Tito Montaño         | Ambos                           | 55       |
| 6  | Eligio Martínez      | The Strongest                   | 44       |
| 7  | Pablo Daniel Escobar | The Strongest                   | 42       |
| =  | Walter Flores        | Ambos                           | 42       |
| 9  | Leonel Reyes         | Ambos                           | 41       |
| =  | Ricardo Fontana      | The Strongest                   | 41       |
| 11 | Iván Castillo        | The Strongest                   | 38       |
| =  | Sandro Coelho        | The Strongest                   | 38       |
| 13 | Alejandro Chumacero  | The Strongest                   | 37       |
| 14 | Luis Esteban Galarza | The Strongest                   | 36       |
| =  | Rudy Cardozo         | Bolívar (31), The Strongest (5) | 36       |
| =  | William Ferreira     | Bolívar                         | 36       |
| 17 | Luis Iriondo         | The Strongest                   | 35       |
| 18 | Daniel Vaca          | The Strongest                   | 33       |
| =  | Nelvin Solíz         | The Strongest                   | 33       |

### Futbolistas que han jugado en ambos equipos
| Lista incompleta |
| --- |
| A - Juan Américo Díaz - Carmelo Angulo - Carlos Arias B - Julio César Baldivieso - Luis Fernando Bastida - Diego Bejarano C - Abraham Cabrera - Diego Cabrera - Jhasmani Campos - Rudy Cardozo - Iván Castillo - Ramiro Castillo - Percy Colque - Luis Cristaldo D - Álex da Rosa F - Walter Flores G - Gonzalo Galindo - Limberg Gutiérrez H - Miguel Ángel Hoyos M - Eligio Martínez - Miguel Mercado - Milton Melgar - Tito Montaño P - Waldino Palacios - David Paniagua - Líder Paz - Marco Paz - Guillermo Álvaro Peña - Darwin Peña - José Peña R - William Ramallo - Mauricio Ramos - Jair Reinoso - Leonel Reyes - Luis Gatty Ribeiro T - Rubén Tufiño S - Óscar Sánchez - Carlos Saucedo - Roger Suárez V - Gabriel Valverde - Rodrigo Vargas Touchard - Antonio Vidal González Z - Diego Zamora |

### Campeón con ambos equipos
| Jugador          | Bolívar                                                            | The Strongest                                              |
| ---------------- | ------------------------------------------------------------------ | ---------------------------------------------------------- |
| Ovidio Messa     | Primera División de Bolivia 1976                                   | Primera División de Bolivia 1986                           |
| Diego Cabrera    | Clausura 2003, Clausura 2004                                       | Adecuación 2005                                            |
| Carlos Arias     | Clausura 2003, Clausura 2004                                       | Apertura 2009                                              |
| Álex da Rosa     | Apertura 2003, Clausura 2003                                       | Adecuación 2011                                            |
| Abraham Cabrera  | Adecuación 2011                                                    | Apertura 2013                                              |
| Jair Reynoso     | Apertura 2009                                                      | Apertura 2013                                              |
| Gabriel Valverde | Apertura 2009, Adecuación 2011, Clausura 2013                      | Apertura 2016                                              |
| Rodrigo Vargas   | Apertura 2009, Adecuación 2011                                     | Apertura 2016                                              |
| Diego Bejarano   | Apertura 2019, Apertura 2022, Copa de la División Profesional 2023 | Clausura 2012, Apertura 2012, Apertura 2013, Apertura 2016 |

## Reconocimiento
El Clásico Paceño, es el partido de futbol en el que se enfrentan los equipos más laureados de Bolivia. En los últimos 10 años, The Strongest y Bolívar, se han repartido 8 de los últimos 10 torneos, aprovechando la jerarquía que tienen sobre los demás equipos del torneo boliviano.
En el 2012 la FIFA, desde su página oficial, reconoció en una lista 120 clásicos a nivel mundial. En el caso de Bolivia el clásico paceño figura en esta lista, además la CONMEBOL reconoce al Clásico Paceño como el clásico representativo de Bolivia.
Años después el 2014, este clásico  fue catalogado como "una de las 25 rivalidades más explosivas del mundo" por la revista especializada Football Derbies. Los criterios que se usaron para mostrar la gran rivalidad entre ambos equipos tiene que ver con el juego a 3,600 msnm, el tiempo de existencia del clásico, el número de juegos, la importancia de los duelos, el público que llevan y la repercusión local, nacional e internacional.

## Comparativa entre equipos

### Palmarés
| Competición                     | Bolívar | The Strongest |
| Campeonato Boliviano de Fútbol  | 31      | 16            |
| ------------------------------- | ------- | ------------- |
| Torneos anuales                 | 16      | 7             |
| Torneos cortos                  | 15      | 9             |
| Copas nacionales                | 2       | 1             |
| Copa República FBF              | 0       | 1             |
| Copa Liga                       | 1       | 0             |
| Copa de la División Profesional | 1       | 0             |
| Campeonato paceño               | 13      | 20            |
| Torneo amateur de La Paz        | 6       | 13            |
| Torneo profesional de La Paz    | 7       | 6             |
| Copa 20 de Octubre              | 0       | 1             |
| Total                           | 46      | 37            |

### Por décadas
La siguiente tabla muestra los títulos conseguidos por ambos clubes organizados por décadas. Estos incluyen la Primera División de Bolivia y Copas nacionales reconocidas:
Nota: No se incluyen competiciones amistosas o regionales
| Década    | Bolívar | The Strongest | Total   | Total |
| --------- | ------- | ------------- | ------- | ----- |
| 1950-1960 | 3       | 1             | (3–1)   |       |
| 1960-1970 | 2       | 1             | (5–2)   |       |
| 1970-1980 | 2       | 2             | (7–4)   |       |
| 1980-1990 | 5       | 2             | (12–6)  |       |
| 1990-2000 | 5       | 1             | (17–7)  |       |
| 2000-2010 | 5       | 3             | (22–10) |       |
| 2010-2020 | 7       | 5             | (29–15) |       |
| 2020-Act. | 2       | 1             | (31–16) |       |

### Datos generales
| Asunto                                                 | Bolívar                  | The Strongest            |
| ------------------------------------------------------ | ------------------------ | ------------------------ |
| Fundación                                              | 12 de abril de 1925      | 8 de abril de 1908       |
| Estadio                                                | Libertador Simón Bolívar | Rafael Mendoza Castellón |
| Capacidad del estadio                                  | -                        | 14 000 espectadores      |
| Puesto histórico                                       | 1.°                      | 2.°                      |
| Temporadas en Primera División                         | 82                       | 82                       |
| Goleadores en Primera División                         | 21                       | 7                        |
| Goleadores en Copa Libertadores                        | 1                        | 0                        |
| Goleadores en Copa Sudamericana                        | 2                        | 0                        |
| Participaciones en Copa Libertadores                   | 38                       | 30                       |
| Participaciones en Copa Sudamericana                   | 12                       | 5                        |
| Participaciones en Copa Merconorte                     | 0                        | 2                        |
| Participaciones en Copa Conmebol                       | 1                        | 2                        |
| Ranking continental del siglo XX                       | 46.º                     | 67.º                     |
| Ranking continental de la primera década del siglo XXI | 39.º                     | 66.º                     |
| Ranking histórico Copa Libertadores                    | 9.º                      | 29.º                     |
| Títulos nacionales oficiales                           | 31                       | 16                       |
| Subtítulos nacionales oficiales                        | 14                       | 18                       |

## Estadísticas de goles
En las siguientes listas, se detallan las victorias por goleadas de ambos equipos en las que el vencedor logró sacar al menos cuatro goles de diferencia:
| Local         | Resultado | Visitante     | Fecha                   |
| ------------- | --------- | ------------- | ----------------------- |
| The Strongest | 7-0       | Bolívar       | 9 de diciembre de 2004  |
| The Strongest | 0-6       | Bolívar       | 27 de mayo de 1979      |
| The Strongest | 1-6       | Bolívar       | 4 de enero de 1979      |
| The Strongest | 5-1       | Bolívar       | 19 de noviembre de 1995 |
| The Strongest | 4-0       | Bolívar       | 7 de diciembre de 2011  |
| Bolívar       | 0-4       | The Strongest | 31 de julio de 2022     |